# Peter de Villiers
Peter de Villiers (Paarl, 3 giugno 1957) è un allenatore di rugby a 15 ed ex rugbista a 15 sudafricano, commissario tecnico degli Springbok dal 2008 al 2011, primo coloured a essere investito di tale incarico; da giocatore il suo ruolo era quello di mediano di mischia.

## Biografia
Mediano di mischia nei Griquas e nei Boland Cavaliers, iniziò la carriera tecnica nel 1993 presso una scuola di Città del Capo; il suo primo club fu il Tygerberg, sempre al Capo, e successivamente fu ingaggiato dal Western Province per allenare la squadra sperimentale dei Disas.
Nel 1997 divenne allenatore in seconda della prima squadra del Western Province in Currie Cup e, nel biennio successivo, assunse l'incarico federale di tecnico della selezione nazionale sudafricana under-19, guadagnando un terzo posto nel mondiale di categoria.
Successivamente prese l'incarico di allenatore dei Falcons in Currie Cup; dal 2004 al 2006 fu tecnico del Sudafrica under-21 con il quale vinse nel 2005 il campionato del mondo di categoria in Argentina.
Del 2007 è invece la vittoria nell'IRB Nations Cup in Romania alla guida degli Emerging Springboks (la Nazionale A sudafricana).

### C.T. del Sudafrica
Dopo la Coppa del Mondo di rugby 2007, che gli Springbok vinsero, il tecnico Jake White si dimise; per l'incarico si giunse a un ballottaggio tra il tecnico dei Bulls Heyneke Meyer e lo stesso de Villiers, all'epoca ancora nei ranghi federali; alla fine la Federazione decise, a gennaio 2008, di affidare l'incarico a de Villiers che, nell'occasione, divenne il primo tecnico non bianco della storia del rugby sudafricano a guidare la Nazionale.
A dispetto di un primo anno non brillante (il 2008 si chiuse con solo due successi nel Tri Nations), già nel 2009 la squadra mise in mostra risultati di rilievo: la vittoria 2-1 nella serie di tre test match contro i British Lions in tour in Sudafrica e, a seguire, la conquista del Tri Nations con tre vittorie su tre incontri con la Nuova Zelanda e la conquista del primo posto del ranking mondiale proprio a scapito degli All Blacks.
In occasione del tour dei British Lions de Villiers non mancò di attirare polemiche allorquando, dopo che la stampa e gli addetti del settore avevano stigmatizzato il comportamento di Schalk Burger, squalificato per avere infilato le dita negli occhi dell'irlandese Luke Fitzgerald dei Lions, lui difese altresì il giocatore dichiarando: «perché invece non apriamo un negozio di articoli per balletto? Ci saranno i tutù e niente dita negli occhi, niente placcaggi, niente di niente e ci divertiremo tutti»; parimenti, imbarazzo suscitò la sua pubblica solidarietà a un ex pilone condannato in quanto responsabile dell'uccisione di un agente di polizia.
Il 2010 non fu proficuo come l'anno precedente: il Sudafrica subì 5 sconfitte su 6 incontri del Tri Nations e chiuse all'ultimo posto, e mancò il Grande Slam nel tour nel Regno Unito di fine anno a causa della sconfitta contro la Scozia, che dal 2002 non batteva gli Springbok (e, prima di allora, da ulteriori 33 anni); anche la versione ridotta del Tri Nations 2011 (quattro incontri per squadra contro i classici sei) vide il Sudafrica chiudere all'ultimo posto con tre sconfitte, anche se in tale occasione la squadra batté la Nuova Zelanda almeno nell'incontro interno.
Per la Coppa del Mondo di rugby 2011 de Villiers portò in Nuova Zelanda 18 dei 30 elementi della squadra che aveva vinto il titolo quattro anni prima ma, dopo avere vinto il proprio girone di qualificazione, il Sudafrica (che nell'occasione schierava 11 campioni del mondo) fu eliminata 9-11 dall'Australia nei quarti di finale. Dopo la fine del torneo sono giunte le dimissioni del tecnico.

### C.T. dello Zimbabwe
Nel 2018 la federazione zimbabwese annunciò la firma di un contratto biennale con de Villiers, con l'obiettivo della qualificazione alla Coppa del mondo. Il rapporto con il nuovo allenatore non fu mai consolidato e dopo poco più di un anno la federazione lo licenziò